# Olo (color)

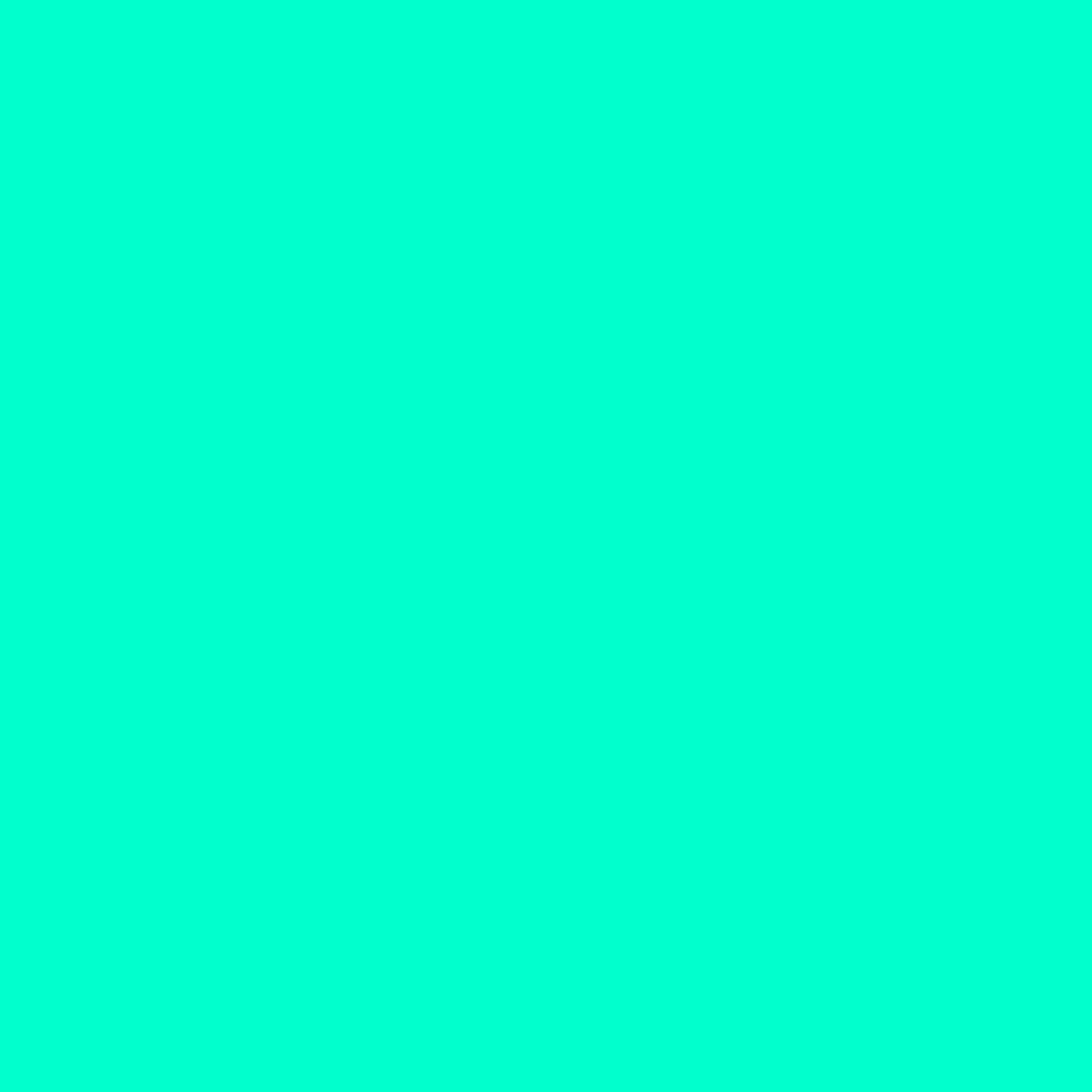
Una aproximación del color olo.

Olo es un color imaginario que se percibe al estimular directamente las células del cono M de la retina usando láseres.
Es imposible observar este color en condiciones normales debido a la superposición de las longitudes de onda de luz que estimulan los conos M con las que estimulan los conos S y L. En términos simples, no existe una longitud de onda de luz que pueda activar exclusivamente los conos M sin también activar los conos S o L. Para resolver este problema, los investigadores realizaron un mapeo de una sección de la retina e identificaron individualmente cada tipo de cono como S, M o L. Luego, emplearon láseres para administrar pequeñas cantidades de luz exclusivamente a los conos M.
Los investigadores sostienen que el color con el código hexadecimal #00FFCC en sRGB, que corresponde a la turquesa, es el color más cercano a olo dentro del gamut sRGB.

## Descubrimiento
Olo fue descubierto en 2025 por científicos de la UC Berkeley, quienes lo describieron como un azul verdoso de "saturación sin igual".El color recibió su nombre debido a sus longitudes de onda:
| Cono S      | Cono S           | Cono S           | Cono M   | Cono M           | Cono M           | Cono L      | Cono L           | Cono L           |
| Estado      | Longitud de onda | Longitud de onda | Estado   | Longitud de onda | Longitud de onda | Estado      | Longitud de onda | Longitud de onda |
| ----------- | ---------------- | ---------------- | -------- | ---------------- | ---------------- | ----------- | ---------------- | ---------------- |
| Desactivado | 0.0              | 0                | Activado | 1.0              | 1                | Desactivado | 0.0              | 0                |

Las longitudes de onda que activan únicamente el cono M y no los otros conos producen el binario "010", que, en lenguaje leet, se lee como "olo".
Cinco participantes del experimento de Berkeley han observado oficialmente el olo.El profesor Ren Ng, coautor del estudio, describió el olo como "más saturado que cualquier color visible en el mundo real" y sugirió que estos hallazgos podrían apoyar investigaciones sobre el daltonismo.
Los especialistas en el área han calificado la técnica utilizada para crear el olo como un avance técnico importante. El equipo de Berkeley generó el color al estimular con precisión células cónicas individuales en la retina usando láseres, lo que permitió crear un tono que va más allá del espectro visible natural para los seres humanos.
No obstante, algunos científicos, como el profesor John Barbur de la Universidad de Londres, han puesto en duda si el olo realmente puede considerarse un color "nuevo", señalando que su existencia es "cuestionable".Ha surgido escepticismo en la comunidad científica sobre la clasificación del olo como un color verdaderamente innovador.
El concepto de olo ha llamado la atención fuera de la comunidad científica, con artistas interesados en crear obras inspiradas en este color. Además, el equipo de investigación de Berkeley ha generado un gran interés a nivel mundial, con periodistas que han solicitado la oportunidad de experimentar el fenómeno personalmente.